# Agathe
Agathe (auch: Agatha) ist ein weiblicher Vorname.

## Herkunft und Bedeutung des Namens
Agatha ist ein Vorname griechischen Ursprungs. Altgriechisch ἡ ἀγαθή agathe bedeutet „die Gute“. Agathe ist die deutsche Variante von Agatha.

## Verbreitung
Der Vorname Agatha wird seit dem 11. Jahrhundert in Deutschland verwendet.

## Namenstag
Der katholische und orthodoxe Namenstag ist der 5. Februar nach der Heiligen Agatha von Catania.

## Varianten
| - albanisch: Agata, Agatha - bairisch: Agda, Gadi - baskisch: Agate - dänisch: Agatha - englisch: Agatha - estnisch: Aet - finnisch: Agatha - französisch: Agathe - galicisch: Ádega - griechisch: Ἀγαθή Agathê - isländisch: Agata - italienisch: Agata - katalanisch: Àgueda, Àgata - lateinisch: Agata - lettisch: Agate | - litauisch: Agota - niederländisch: Agatha, Aagje - norwegisch: Agata - polnisch: Agata - portugiesisch: Águeda - rätoromanisch: Aita - rumänisch: Agata - russisch: Агата Agata, Агафья Agafija - serbisch: Агица Agiza, Агата Agata - schwedisch: Agata - sizilianisch: Àita - slowakisch: Agáta - slowenisch: Agata - spanisch (Castellano): Águeda, Ágata - tschechisch: Agáta - ungarisch: Ágota, Agáta, Ági |

## Bekannte Namensträgerinnen

### Agatha/Agata
- Hl. Agatha von Catania (3. Jahrhundert), Märtyrin und Heilige
- Agatha Barbara (1923–2002), maltesische Politikerin
- Agata Bielik-Robson (* 1966), polnische Philosophin und Publizistin
- Agata Buzek (* 1976), polnische Schauspielerin
- Agatha Christie (1890–1976), britische Schriftstellerin
- Agata Ciabattoni (* 1971), italienische Informatikerin und Professorin
- Agata Flori (* 1938), italienische Schauspielerin
- Agata Forkasiewicz (* 1994), polnische Sprinterin
- Agatha Gatter (16./17. Jahrhundert), Opfer der Hexenverfolgungen in Freiburg
- Agatha Marie von Hanau (1599–1636)
- Agatha Christine von Hanau-Lichtenberg (1632–1681)
- Agatha Kill (* 1948), deutsche Bildhauerin, Medailleurin und Schmuckgestalterin
- Agata Kulesza (* 1971), polnische Schauspielerin
- Agata Edgarowna Muzenijeze (* 1989), russische Schauspielerin, Fernsehmoderatorin und Model.
- Agata Nowicka (* 1976), polnische Kuratorin, Illustratorin und Comicautorin
- Agata Ozdoba (* 1988), polnische Judoka
- Agata Suszka (* 1971), polnische Biathletin
- Agata Tarczyńska (* 1988), polnische Fußballspielerin
- Agata Trzebuchowska (* 1992), polnische Filmschauspielerin
- Agata Tuszyńska (* 1957), polnische Autorin, Dichterin und Journalistin
- Agata Wawrzyńczyk (* 1992), polnische Volleyball- und Beachvolleyballspielerin
- Agata Wróbel (* 1981), polnische Gewichtheberin
- Agata Zupin (* 1998), slowenische Leichtathletin

### Agathe
- Agathe Backer Grøndahl (1847–1907), norwegische Musikerin
- Agathe Baumann (1921–2013), deutsche Malerin, Grafikerin und Textilgrafikerin
- Agathe Bessard (* 1999), französische Skeletonpilotin
- Agathe Bonitzer (* 1989), französische Schauspielerin
- Agathe Böttcher (* 1929), deutsche Textilgestalterin, Grafikerin und Malerin
- Agathe Bunz (1929–2006), deutsche Fotografin und Malerin
- Agathe Dyvrande-Thévenin (1885–1977), französische Juristin
- Agathe Fontain (* 1951), grönländische Politikerin
- Agathe Habyarimana (* 1942), ruandische Präsidentengattin
- Agathe Israel (* 1949), deutsche Psychotherapeutin und Autorin
- Agathe Karrer (1902–1988), deutsche Leichtathletin
- Agathe de La Fontaine (* 1972), französische Schauspielerin
- Agathe Lasch (1879–1942), deutsch-jüdische Germanistin
- Agathe Nalli-Rutenberg (1838–1919), deutsche Schriftstellerin
- Agathe Plitt (1831–1902), deutsche Pianistin, Klavierlehrerin und Komponistin
- Agathe de Rambaud (1764–1853), Gouvernante am französischen Königshaus
- Agathe Rousselle (* 1988), französische Künstlerin
- Agathe von Schwabenau (1857–1950), österreichische Künstlerin
- Agathe von Siebold, Verlobte von Johannes Brahms
- Agathe Streicher (1520–1581), Ärztin in der frühen Neuzeit
- Agathe Uwilingiyimana (1953–1994), ehemalige Premierministerin Ruandas
- Agathe Winkler (1925–2013), deutsche Schauspielerin und Malerin

### Andere Formen
- Aagje Deken (1741–1804), niederländische Dichterin

## Fiktive Personen
- Agathe Heiland, Titelrolle in der Fernsehserie Agathe kann’s nicht lassen

## Sonstige Namensverwendung
- Agate, französische Versuchsrakete
- Agate Fossil Beds National Monument, Fossillagerstätte im Sioux County, Nebraska